# Manantay (distrito)
Manantay é um distrito peruano localizado na Província de Coronel Portillo, região de Ucayali. Sua capital é a cidade de San Fernando.

## Transporte
O distrito de Manantay é servido pela seguinte rodovia:
- UC-111, que liga o distrito  à cidade de Campoverde
- UC-103, que liga o distrito  à cidade de Nueva Requena
- PE-18C, que liga o distrito de Callería à cidade de Alexander von Humboldt [2][3][4]